# Atriplex chamaeclada
Atriplex chamaeclada là loài thực vật có hoa thuộc họ Dền. Loài này được Diels mô tả khoa học đầu tiên năm 1919.